# Nguyễn Kim Mai Thi
Nguyễn Kim Mai Thi, còn được biết với tên Mai Thi Nguyen-Kim (sinh ngày 7 tháng 8 năm 1987), là một nhà hóa học, nhà truyền thông khoa học, người dẫn chương trình truyền hình và Youtuber người Đức. Vào tháng 6 năm 2020, cô được bầu vào ban giám đốc (Senat) của Hiệp hội Max Planck.

## Đời sống và giáo dục
Nguyễn Kim Mai Thi sinh năm 1987 tại Heppenheim, Hessen; cha cô là người gốc Nha Trang và mẹ cô là người gốc Huế. Cha cô cũng là một nhà hóa học. Cô đã hoàn thành Abitur vào năm 2006 tại Hemsbach. Cô học tại Đại học Mainz và Viện Công nghệ Massachusetts. Cô tốt nghiệp bằng tiến sĩ năm 2017, được đào tạo tại Đại học RWTH Aachen, Đại học Harvard và Đại học Potsdam. Sau đó, cô đã từ chối lời mời làm việc từ BASF để tập trung vào lĩnh vực truyền thông khoa học. Cô đã kết hôn và có một con gái sinh vào tháng 1 năm 2020.

## Sự nghiệp

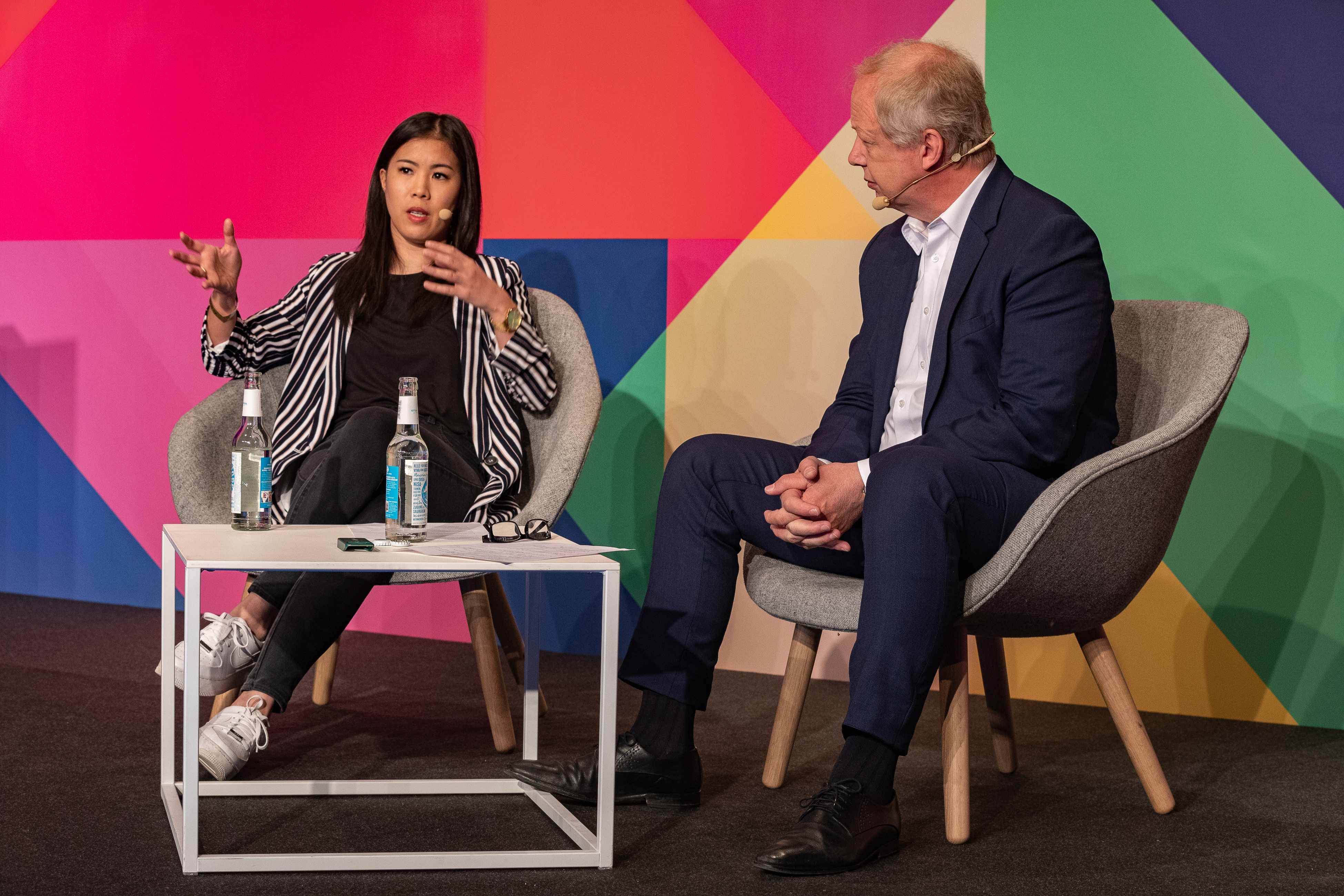
Nguyễn Kim Mai Thi và Tom Buhrow tại Media Convention Berlin 2019

Nguyễn Kim Mai Thi bắt đầu kênh YouTube The Secret Life Of Scientists (tạm dịchː Bí mật cuộc sống của các nhà khoa học) vào năm 2015. Một kênh YouTube khác của cô, maiLab (tên ban đầu là schönschlau), được tài trợ bởi các đài truyền hình công cộng ARD và ZDF của Đức. Tính đến tháng 9 năm 2020 đã có hơn 1 triệu người đăng ký kênh này.
Cô cũng đã xuất bản các video phổ biến về đại dịch COVID-19 trên maiLab, các video sau đó trở thành xu hướng (trend) trên YouTube Đức và đạt được vài triệu người xem trong một thời gian ngắn. Cô cũng đã đóng góp một bài bình luận được chú ý rộng rãi về chủ đề này trong chương trình tin tức Đức Tagesthemen (ARD) và được mời làm chuyên gia trong nhiều chương trình trò chuyện khác nhau.
Trên truyền hình Đức, cô là người dẫn chương trình khoa học Quarks (WDR Fernsehen) kể từ năm 2018 cùng với Ralph Caspers. Với Harald Lesch và Philip Häusser cô trình bày loạt video trực tuyến Terra X Lesch & Co.
Kể từ tháng 10 năm 2021, cô dẫn chương trình truyền hình có tên MAITHINK X - Die Show trên ZDFneo.
Một cuốn sách của Nguyễn Kim Mai Thi là Komisch, alles chemisch (tạm dịch tiếng Việt: Kỳ lạ, tất cả đều là hóa chất) được xuất bản vào tháng 3 năm 2019 đã nằm trong danh sách bán chạy nhất của Spiegel kể từ tháng 11 năm 2019.

## Giải thưởng
- Grimme Online Award (2018)[15]
- Giải thưởng Georg von Holtzbrinck Báo chí khoa học (2018)[7]
- German Web Video Award (2018)[16]
- Medium Magazin [de] Nhà báo của năm (2018)[17]
- Giải thưởng Hanns Joachim Friedrichs (2019)[18]
- Huân chương Thập tự Cộng hòa Liên bang Đức (2020)[19]
- Giải thưởng Heinz Oberhummer cho Giao tiếp khoa học (2020)[20]
- Grimme-Preis (2021) cho các đóng góp nghề báo cho COVID-19[21]

## Tác phẩm tiêu biểu
- Nguyen-Kim, Mai Thi (2019). Komisch, alles chemisch! (bằng tiếng Đức). Droemer Verlag. ISBN 978-3-426-27767-6.